# Turistická značená trasa 8645
 Turistická značená trasa č. 8645 měří 4,5 km; spojuje obec Mošovce a rozcestí Maču v západní části pohoří Velká Fatra na Slovensku.

## Průběh trasy
Z obce Mošovců vede trasa nenáročným, lehce stoupajícím terénem pod vrcholem Krieslo (588 m n. m.), v závěru klesá do údolí potoka Rakši. Jedná se o krátkou spojovací trasu.
| Km  | Místo   | Navazující a křižující trasy | Souřadnice                       | Nadm. výška |
| --- | ------- | ---------------------------- | -------------------------------- | ----------- |
| 0,0 | Mošovce |                              | 48°54′33″ s. š., 18°53′16″ v. d. | 487 m n. m. |
| 4,5 | Mača    | 2720                         | 48°53′5″ s. š., 18°55′21″ v. d.  | 584 m n. m. |

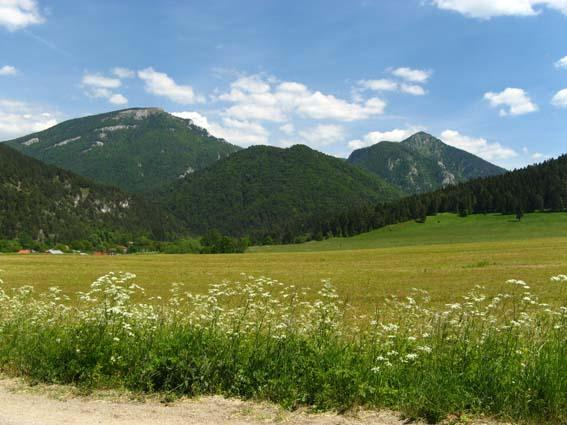
pohled na Velkou Fatru od Mošovců